# كورجون بيرنغ
كورجون بيرنغ (الاسم العلمي:Coregonus laurettae) (بالإنجليزية: Bering cisco)‏ هو نوع من الأسماك يتبع جنس الكورجون من فصيلة سمك السلمون.